# Mayta Cápac

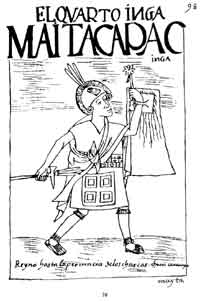
Inca Mayta Capac

Mayta Cápac, nach peruanischer Quechua-Schreibung Mayta Qhapaq, war der vierte Herrscher (Sinchi) des Königreichs von Qusqu (Cuzco) (etwa um das Jahr 1290).
Als Sohn von Lloque Yupanqui war er sein Erbe und der Vater von Capac Yupanqui. Der Name seiner Frau wird angegeben mit Mama Tankariy Yachiy.
Seine Regierungszeit war von Kämpfen seines Volkes, der Inkas, mit den benachbarten Allkawisa (Allcahuiza) um die Stadt Qusqu geprägt.